# ZIL
Trang này nói về nhà sản xuất xe tải và xe hơi Nga. Về các nghĩa khác, xem ZIL (định hướng).
Zavod imeni Likhacheva Thường được gọi là ZIL (hay ZiL, tiếng Nga: Завод имени Лихачёва (ЗиЛ) — Nhà máy Likhachev, dịch nghĩa "Nhà máy được đặt theo tên Likhachev") là một nhà sản xuất xe tải và thiết bị hạng nặng lớn của Nga, công ty này cũng sản xuất các xe bọc thép cho hầu hết lãnh đạo Liên Xô, cũng như các loại xe buýt, xe bọc thép chiến đấu, và aerosan. Công ty này cũng sản xuất các xe limousine chế tạo bằng tay và các xe sedan hạng sang với số lượng cực nhỏ, chủ yếu cho chính phủ Nga, các xe chở khách của ZIL có giá ngang các mẫu của Maybach và Rolls-Royce, nhưng phần lớn không được biết đến bên ngoài Cộng đồng các Quốc gia Độc lập và số lượng sản xuất ít khi vượt quá một tá mỗi năm.
Nhà máy được thành lập năm 1916 với tên gọi Avtomobilnoe Moskovskoe Obshchestvo (AMO, tiếng Nga Автомобильное Московское Общество (АМО) — Công ty Ô tô Moscow). Các nhà máy sản xuất các xe tải Fiat F-15 1.5 tấn theo giấy phép. Vì cuộc Cách mạng tháng 10 và cuộc Nội chiến Nga sau đó mãi tới tháng 11 năm 1924 nhà máy mới sản xuất chiếc xe đầu tiên của mình là AMO-F-15. Năm 1931 nhà máy được tái trang bị và mở rộng với sự giúp đỡ của U.S. A.J. Brandt Co., đổi tên thành Nhà máy Ô tô số 2 Zavod Imeni Stalina (ZIS hay ZiS). Sau khi Nikita Khrushchev bãi bỏ sự sùng bái cá nhân với Joseph Stalin năm 1956, tên nhà máy lại được đổi về Zavod Imeni Likhacheva, theo tên vị giám đốc cũ Ivan Alekseevich Likhachev.

## Các mẫu

### Limousines

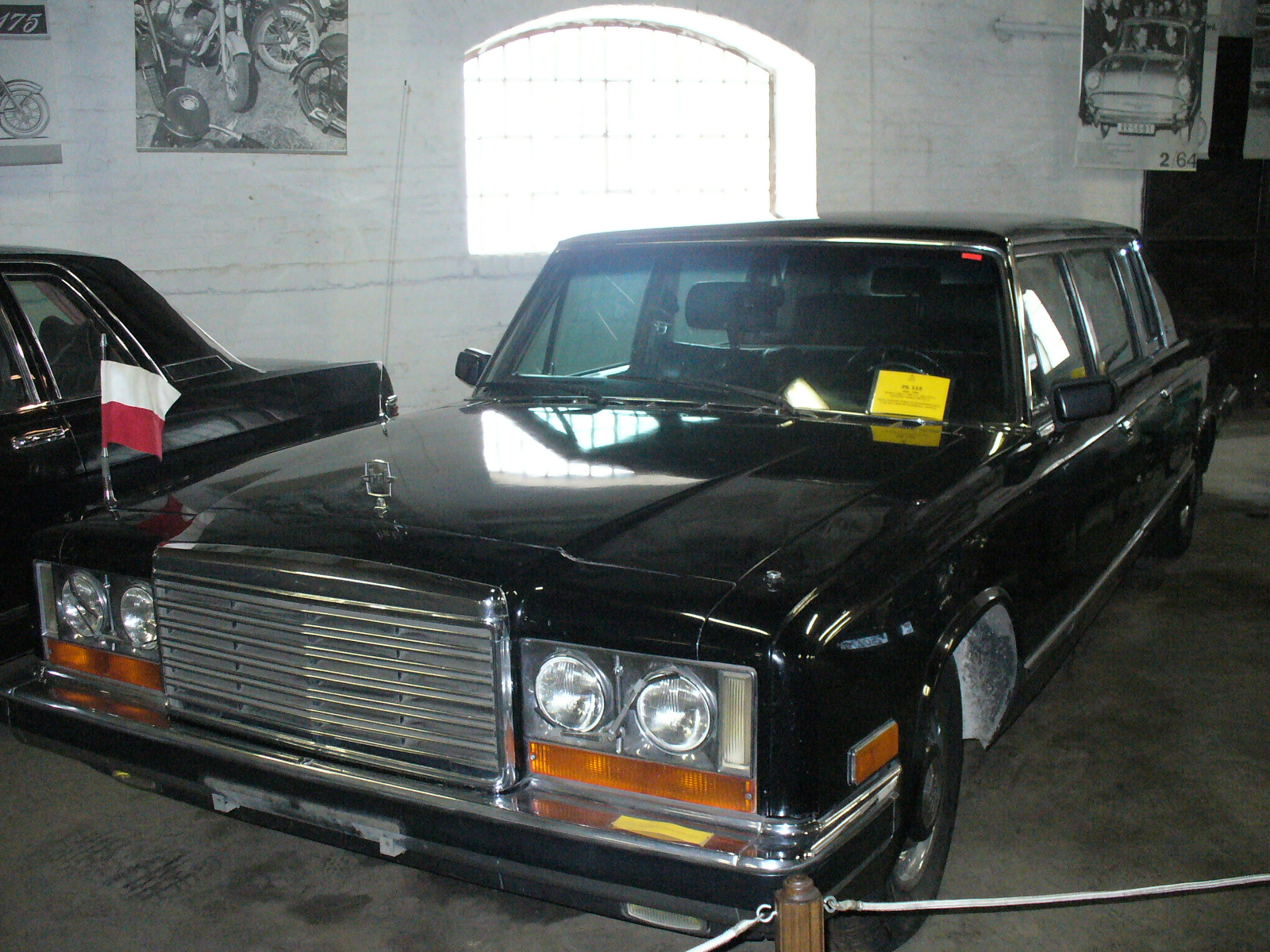
ZIL-115

- ZIS-101 (1936)
- ZIS-110 (1942)
- ZIS-115
- ZIL-111 (1958)
- ZIL-114
- ZIL-115
- ZIL-117
- ZIL-4104
- ZIL-41041
- ZIL-41047
- ZIL-4105

### Xe tải
- AMO-F-15 (1924)
- AMO-3 (1931)

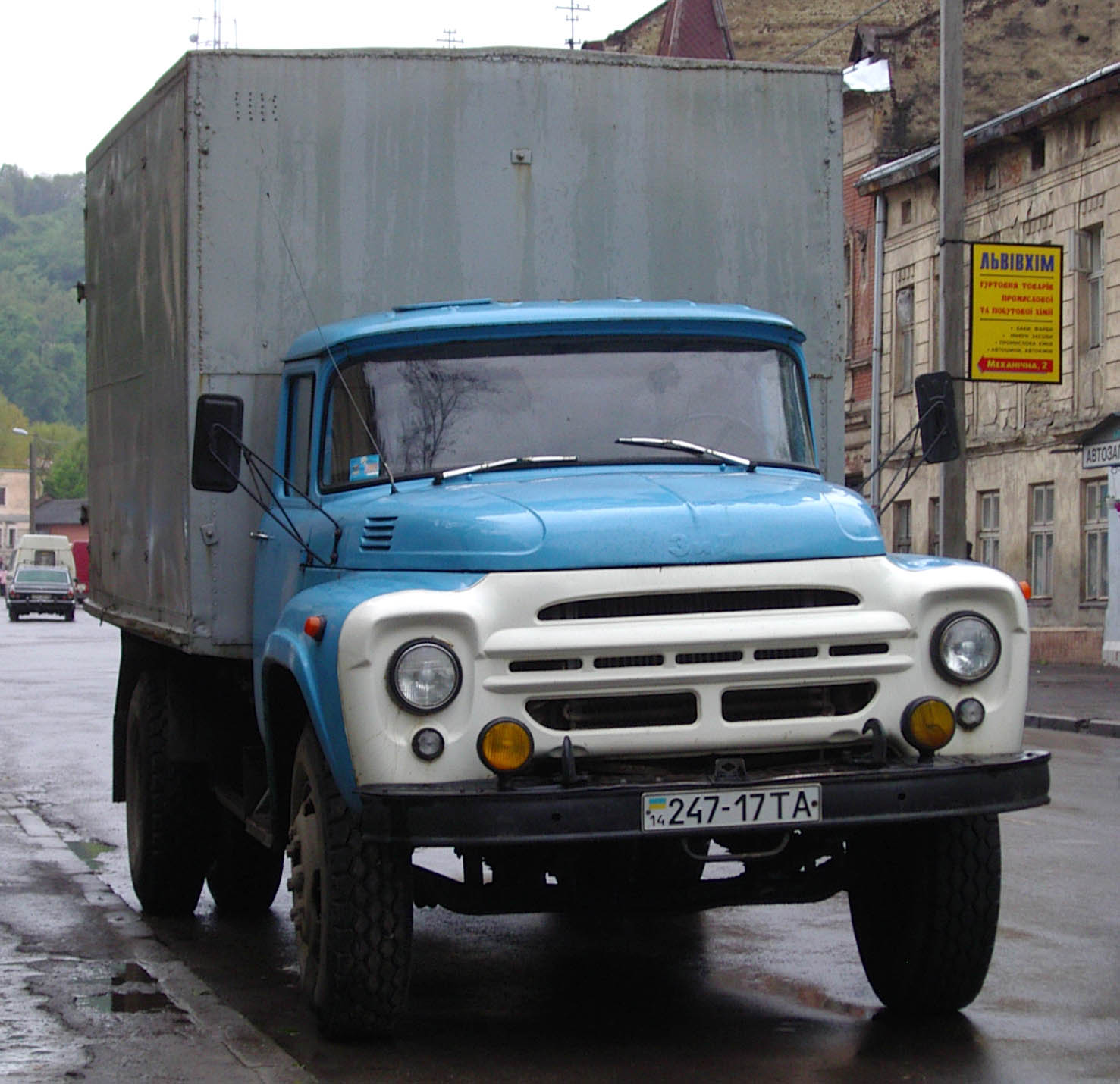
ZIL 130

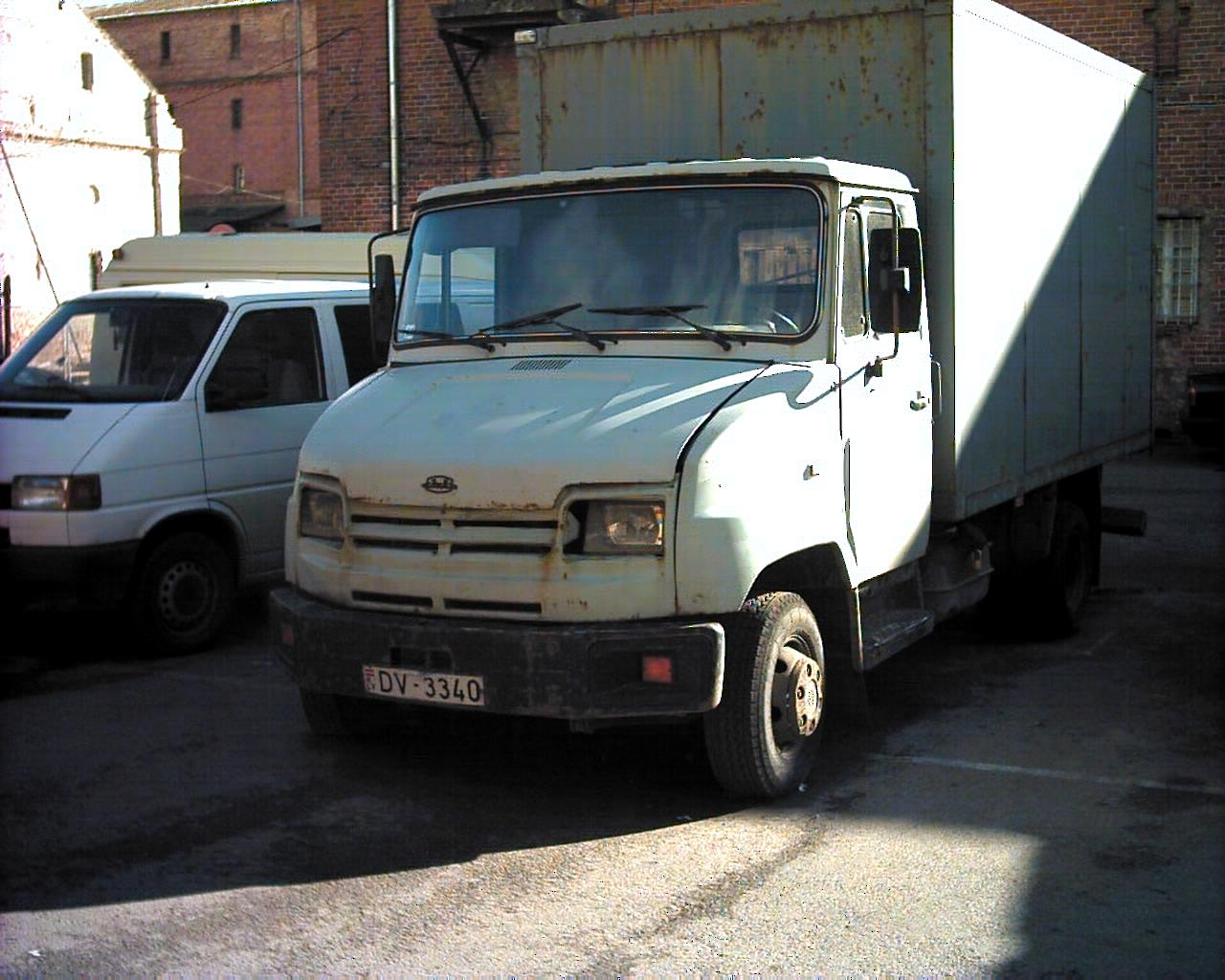
ZIL 5301

- ZIS-5, ZIS-6 (1934, copy chiếc Autocar 2 10-cwt truck của Mỹ)
- ZIS-22, ZIS-42 (1941?)
- ZIS-128
- ZIS-150 (1947)
- ZIS-151 (1948)
- ZIL-164 (1957)
- ZIL-157 (1958)
- ZIL-130 (1964)
- ZIL-131(1967)
- ZIL-133 (1975)
- ZIL-135 (1966)
- ZIL-5301 "Bychok" ("Bull") (1992)
- ZIL-6404 (1996)
- ZIL-6309 (1999)
- ZIL-6409 (1999)
- ZIL-433180 (2003)
- ZIL-432930 (2003)
- ZIL-4327 (2004?)
- ZIL-4334 (2004)

### Buýt
- ZIS-8
- ZIS-16 (1941?)
- ZIS-154
- ZIS-155 (1949)
- ZIS-127 (1955)
- ZIL-158 (1957)
- ZIL-118 "Yunost" (1967)
- ZIL-3250 (1998)

### Xe đua và xe thể thao

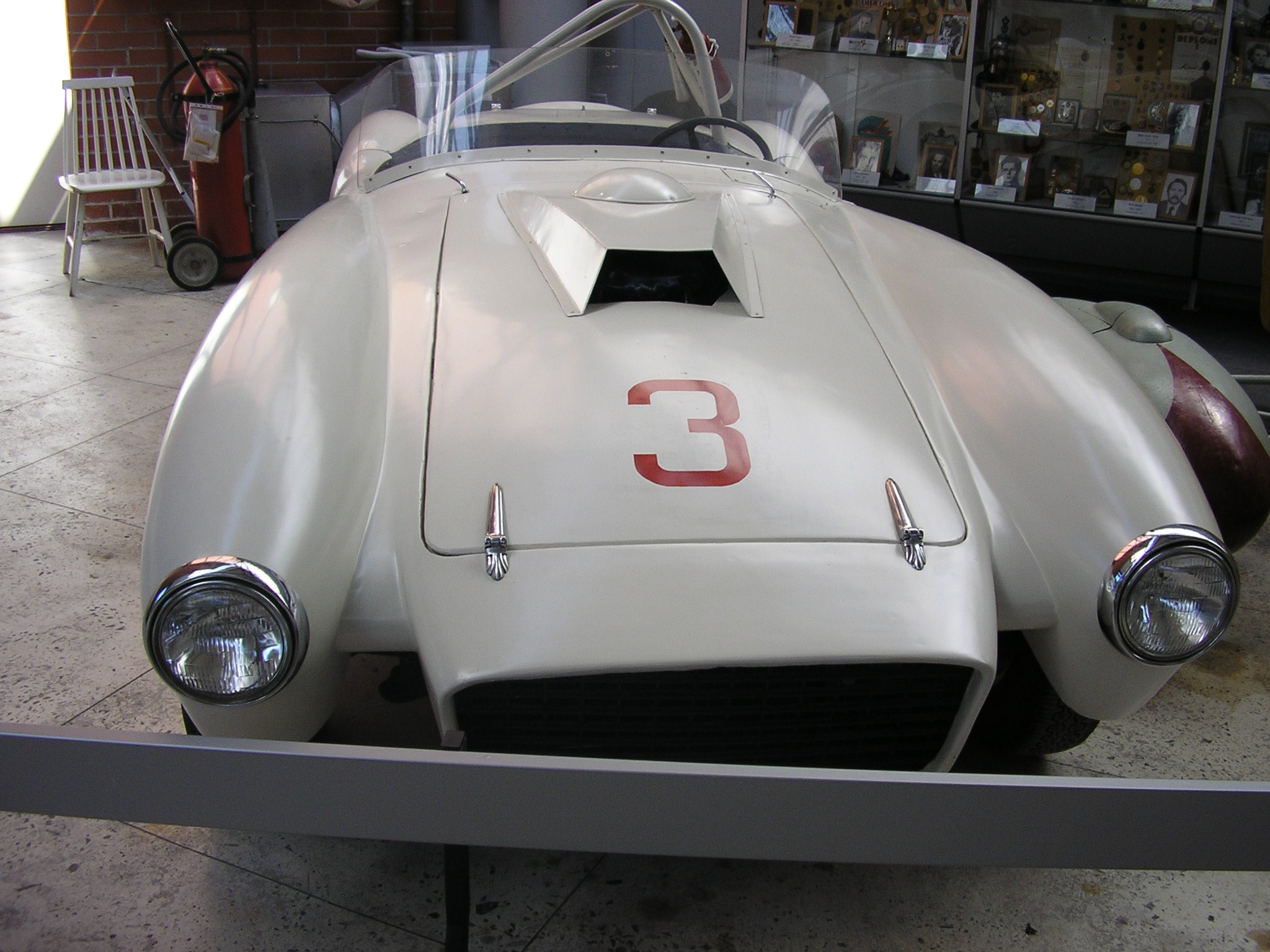
ZIS-112 Sports

- ZIS-101 Sport (1939)
- ZIS-112/4 (1958)
- ZIL-112 Sports (1960-62)
- ZIL-412 S (1962)

### Khác
- B-3 half-tracked transporter
- ZIS-152 xe bọc thép chở quân
- ZIL-485 xe tải lội nước
- ZIL-4906 xe lội nước
- ZIL-41041 sedan
- ZIL-41047 limousine
- ZIL-4102 saloon mẫu
- ZIL-E-167 mọi địa hình